# Tournoi de clôture du championnat du Chili de football 2003
Navigation
Tournoi précédent Tournoi suivant
Le tournoi de clôture de la saison 2003 du Championnat du Chili de football est le second tournoi de la soixante-et-onzième édition du championnat de première division au Chili. 
La saison sportive est scindée en deux tournois saisonniers, Ouverture et Clôture, qui décerne chacun un titre de champion. Le fonctionnement de chaque tournoi est le même; une première phase voit les seize équipes réparties en quatre poules où elles affrontent les quinze autres équipes une seule fois, les trois premiers de chaque poule se qualifient pour la seconde phase, jouée en matchs à élimination directe. Le vainqueur du tournoi de Clôture se qualifie pour la Copa Libertadores 2004 et est protégé de la relégation en fin de saison, tout comme le finaliste.
La relégation est normalement décidée à l'issue du tournoi de Clôture. Un classement cumulé des deux tournois est effectué et les deux derniers de ce classement sont relégués et remplacés par les deux meilleures équipes de Segunda Division, la deuxième division chilienne. Cependant, en raison de l'extension du championnat à dix-huit clubs à partir de la saison prochaine, le classement cumulé sert à attribuer la troisième place en Copa Libertadores, qui revient à la meilleure équipe de ce classement non qualifiée.
C'est le Club de Deportes Cobreloa, déjà vainqueur du tournoi Ouverture, qui remporte à nouveau le tournoi après avoir battu Colo Colo en finale. C'est le septième titre de champion du Chili de l'histoire du club, qui devient le premier à remporter deux tournois saisonnier consécutifs. À noter que Colo Colo était déjà finaliste du tournoi Ouverture. Par conséquent, Colo Colo obtient également son billet direct pour la Copa Libertadores.

## Les clubs participants
| - Colo Colo - CD Universidad Católica - CF Universidad de Chile - Unión San Felipe - CD Coquimbo Unido - CSD Rangers - Club de Deportes Cobreloa - Club Deportivo Huachipato | - Club de Deportes Cobresal - Unión Española - Deportes Temuco - Audax Italiano - Club Deportivo Palestino - CD Puerto Montt - CD Universidad de Concepción - Santiago Wanderers |

## Compétition
Le barème utilisé pour établir le classement est le suivant :
- Victoire : 3 points
- Match nul : 1 point
- Défaite : 0 point

### Première phase
| Rang | Équipe                     | Pts | J  | G  | N | P | Bp | Bc | Diff |
| ---- | -------------------------- | --- | -- | -- | - | - | -- | -- | ---- |
| 1    | Club de Deportes CobreloaT | 31  | 15 | 10 | 1 | 4 | 31 | 20 | +11  |
| 2    | Club Deportivo Huachipato  | 21  | 15 | 6  | 3 | 6 | 28 | 24 | +4   |
| 3    | CF Universidad de Chile    | 23  | 15 | 7  | 2 | 6 | 28 | 21 | +7   |
| 4    | Deportes Temuco            | 23  | 15 | 6  | 5 | 8 | 24 | 33 | -9   |

| Rang | Équipe                   | Pts | J  | G | N | P | Bp | Bc | Diff |
| ---- | ------------------------ | --- | -- | - | - | - | -- | -- | ---- |
| 1    | Colo Colo                | 32  | 15 | 9 | 5 | 1 | 39 | 19 | +20  |
| 2    | Santiago Wanderers       | 27  | 15 | 7 | 6 | 2 | 27 | 22 | +5   |
| 3    | Club Deportivo Palestino | 26  | 15 | 8 | 2 | 5 | 35 | 28 | +7   |
| 4    | Audax Italiano           | 17  | 15 | 5 | 2 | 8 | 15 | 22 | -7   |

|  | Qualification pour la seconde phase               |
|  | T : Tenant du titre P : Promu de Segunda Division |

| Rang | Équipe                  | Pts | J  | G | N | P  | Bp | Bc | Diff |
| ---- | ----------------------- | --- | -- | - | - | -- | -- | -- | ---- |
| 1    | Unión Española          | 31  | 15 | 9 | 4 | 2  | 36 | 22 | +14  |
| 2    | CD Universidad Católica | 20  | 15 | 6 | 2 | 7  | 22 | 24 | -2   |
| 3    | CD Puerto MonttP        | 15  | 15 | 5 | 0 | 10 | 23 | 34 | -11  |
| 4    | CD Coquimbo Unido       | 9   | 15 | 2 | 3 | 10 | 15 | 27 | -12  |

| Rang | Équipe                       | Pts | J  | G | N | P | Bp | Bc | Diff |
| ---- | ---------------------------- | --- | -- | - | - | - | -- | -- | ---- |
| 1    | CD Universidad de Concepción | 32  | 15 | 6 | 5 | 1 | 35 | 15 | +20  |
| 2    | Club de Deportes Cobresal    | 30  | 15 | 9 | 6 | 2 | 27 | 14 | +13  |
| 3    | CSD Rangers                  | 21  | 15 | 6 | 1 | 8 | 20 | 36 | -16  |
| 4    | Unión San Felipe             | 15  | 15 | 3 | 3 | 9 | 22 | 33 | -11  |

### Seconde phase
Les douze équipes qualifiées participent au premier tour; deux équipes éliminées sont repêchées pour disputer les quarts de finale. La seconde phase utilise un fonctionnement à part : c'est grâce aux points (victoire, nul, défaite) et non avec le score que la qualification est déterminée. En cas d'égalité (une victoire partout par exemple), une prolongation avec but en or est disputée, suivie éventuellement d'une séance de tirs au but.
Tour préliminaire :
| Équipe 1        | Résultat | Équipe 2       |
| --------------- | -------- | -------------- |
| CD Puerto Montt | 1 - 1    | Audax Italiano |

- Audax Italiano se qualifie car il a le meilleur total de points sur l'ensemble de la première phase.

Premier tour :
| Équipe 1                  | Résultat      | Équipe 2                     | Aller | Retour |
| ------------------------- | ------------- | ---------------------------- | ----- | ------ |
| Club de Deportes Cobreloa | 6 - 3         | CF Universidad de Chile      | 3 - 2 | 3 - 1  |
| CSD Rangers               | 3 - 5         | CD Universidad de Concepción | 2 - 2 | 1 - 3  |
| Audax Italiano            | 1 - 5         | Colo Colo                    | 1 - 1 | 0 - 4  |
| Club Deportivo Huachipato | 3 - 5         | Unión Española               | 1 - 2 | 2 - 3  |
| CD Universidad Católica   | 5 - 3 4-2 tab | Santiago Wanderers           | 4 - 1 | 1 - 2  |
| Club de Deportes Cobresal | 2 - 1         | Club Deportivo Palestino     | 0 - 0 | 2 - 1  |

Quarts de finale :
| Équipe 1                  | Résultat      | Équipe 2                     | Aller | Retour |
| ------------------------- | ------------- | ---------------------------- | ----- | ------ |
| Club de Deportes Cobreloa | 8 - 3         | Unión Española               | 4 - 1 | 4 - 2  |
| Club de Deportes Cobresal | 4 - 6         | CD Universidad de Concepción | 2 - 1 | 2 - 5  |
| CD Universidad Católica   | 1 - 2         | Colo Colo                    | 1 - 2 | 0 - 0  |
| Club Deportivo Palestino  | 2 - 2 2-4 tab | Santiago Wanderers           | 1 - 1 | 1 - 1  |

Demi-finales :
| Équipe 1                  | Résultat | Équipe 2           | Aller | Retour |
| ------------------------- | -------- | ------------------ | ----- | ------ |
| Club de Deportes Cobresal | 1 - 3    | Colo Colo          | 1 - 1 | 0 - 2  |
| Club de Deportes Cobreloa | 2 - 0    | Santiago Wanderers | 2 - 0 | 0 - 0  |

Finale :
| 17 décembre 2003 | Club de Deportes Cobreloa         | 2 - 2 | Colo Colo                  | Estadio Municipal de Calama, Calama            |                                                |
|                  | González 52e · Cornejo 80e (pen.) |       | Espina 75e · Henríquez 90e | Spectateurs : 7 633 Arbitrage : Carlos Chandia | Spectateurs : 7 633 Arbitrage : Carlos Chandia |

| 21 décembre 2003 | Colo Colo     | 1 - 2 | Club de Deportes Cobreloa  | Estadio Nacional, Santiago du Chili           |                                               |
|                  | Fernández 81e |       | Fuentes 41e · González 70e | Spectateurs : 35 000 Arbitrage : Rubén Selman | Spectateurs : 35 000 Arbitrage : Rubén Selman |

### Classement cumulé
Un classement cumulé (Tournois Ouverture 2003 et Clôture 2003) est effectué afin de déterminer la troisième équipe qualifiée pour la Copa Libertadores. Les finalistes de chacun des deux tournois sont protégés de toute relégation.
| Rang | Équipe                       | Pts | J  | G  | N  | P  | Bp | Bc | Diff |
| ---- | ---------------------------- | --- | -- | -- | -- | -- | -- | -- | ---- |
| 1    | CD Universidad de Concepción | 56  | 30 | 16 | 8  | 6  | 64 | 36 | +28  |
| 2    | Colo ColoOf Cf               | 55  | 30 | 15 | 10 | 5  | 67 | 42 | +25  |
| 3    | Club de Deportes CobreloaO C | 53  | 30 | 16 | 5  | 9  | 56 | 40 | +16  |
| 4    | Unión Española               | 49  | 30 | 14 | 7  | 9  | 60 | 54 | +6   |
| 5    | Santiago Wanderers           | 46  | 30 | 12 | 10 | 8  | 51 | 45 | +6   |
| 6    | CD Universidad Católica      | 44  | 30 | 12 | 8  | 10 | 49 | 44 | +5   |
| 7    | CF Universidad de Chile      | 43  | 30 | 11 | 10 | 9  | 58 | 45 | +13  |
| 8    | Club de Deportes Cobresal    | 43  | 30 | 12 | 7  | 11 | 56 | 45 | +11  |
| 9    | Audax Italiano               | 43  | 30 | 13 | 4  | 13 | 52 | 52 | 0    |
| 10   | Club Deportivo Palestino     | 43  | 30 | 13 | 4  | 13 | 53 | 56 | -3   |
| 11   | Club Deportivo Huachipato    | 41  | 30 | 12 | 5  | 13 | 52 | 55 | -3   |
| 12   | CD Puerto Montt              | 40  | 30 | 12 | 4  | 14 | 49 | 56 | -7   |
| 13   | CSD Rangers                  | 39  | 30 | 9  | 12 | 9  | 48 | 62 | -14  |
| 14   | Deportes Temuco              | 28  | 30 | 8  | 4  | 18 | 42 | 71 | -29  |
| 15   | Unión San Felipe             | 22  | 30 | 6  | 7  | 17 | 35 | 59 | -24  |
| 16   | CD Coquimbo Unido            | 17  | 30 | 4  | 5  | 21 | 27 | 57 | -30  |

|  | Qualification pour la Copa Libertadores 2004                                                                                                |
|  | O : Vainqueur du tournoi Ouverture Of : Finaliste du tournoi Ouverture C : Vainqueur du tournoi Clôture Cf : Finaliste du tournoi Ouverture |

## Bilan du tournoi
| Championnat du Chili de football 2003 |                                      |
| Champion                              | Club de Deportes Cobreloa (7e titre) |
| Qualifications continentales          |                                      |
| Copa Libertadores 2004                | Club de Deportes Cobreloa            |
| Copa Libertadores 2004                | Colo Colo                            |
| Copa Libertadores 2004                | CD Universidad de Concepción         |
| Promotions et relégations             |                                      |
| Promus en Primera División            | Deportes La Serena                   |
| Promus en Primera División            | CD Everton de Viña del Mar           |
| Relégués en Segunda División          | Aucun (passage à 18 clubs)           |